# Deborah Van Valkenburgh
 (janvier 2019).
Deborah Van Valkenburgh est une actrice américaine née le 29 août 1952 à Schenectady.

## Biographie
Elle est connue dans le rôle de Mercy dans "les guerriers de la nuit".

## Filmographie

### Cinéma
- 1979 : Les Guerriers de la nuit : Mercy
- 1981 : Le Roi de la montagne : Tina
- 1984 : Les Rues de feu : Reva Cody
- 1987 : Le Sang du châtiment : Kate Fraser
- 1988 : Phantom of the Ritz (de) : Nancy Drawing
- 1989 : One Man Out : Liliana
- 1993 : Brainsmasher... A Love Story (en) : Cammy Crain
- 1997 : Mean Guns : Cam
- 1998 : Free Enterprise : Marlena
- 2003 : Venus Conspiracy (court métrage) : Zoe
- 2004 : Criminal : Femme dans l'ascenseur
- 2005 : The Devil's Rejects : Casey
- 2008 : Road to Hell : Sœur
- 2009 : Broken Hart (court métrage) : Gitane
- 2013 : Love's Routine (court métrage) : Cynthia
- 2013 : Mensonges et Faux Semblants

### Télévision

#### Séries télévisées
- 1980 : Jackie et Sara (107 épisodes) : Jackie Rush
- 1985 : Glitter (en) : Billie
- 1985 : Hôtel : Camila Palandrini
- 1987 : Les Incorruptibles de Chicago : L'avocat de Luca
- 1987 : Texas Police (en) (Houston Knights) : Louise Smoke
- 1988 : Cagney et Lacey : Valerie Bailey
- 1989 : Heartbeat (en) : Lorraine
- 1990 : MacGyver (épisode 5x20 Un jugement hâtif) : Sandra Masters
- 1990 : Monsters : Deborah Levitt
- 1992 : Enquête privée : Donna Flint
- 1992 : Un drôle de shérif : Myra Marino
- 1993 : Code Quantum : Diana St. Cloud
- 1995 : Star Trek: Deep Space Nine : Detective Preston
- 1995 : The Marshal (en)
- 1998 : Chicago Hope : La Vie à tout prix : Robin Kleiman
- 2001 : Les Associées : 911 Operator #4
- 2002 : Deuxième Chance : Mme Gonzalez
- 2002 : Firestarter : Sous l'emprise du feu : Mary Conant
- 2004 : Urgences : Louise Garvin
- 2005 : Cold Case : Affaires classées : Geraldine - 1999, 2005
- 2005 : The Shield : Gail
- 2006 : Esprits criminels : Betty
- 2006 : Standoff : Les Négociateurs : Goldstein
- 2009 : FBI : Portés disparus : Margot
- 2009 : Bella et ses ex (The Ex List) : Arlene Dubinski
- 2009 : The Unit : Commando d'élite : Madam
- 2010 : Des jours et des vies : Rae
- 2010 : Ghost Whisperer : Mme Greta Hanson
- 2010 : L'Homme aux miracles : Leah Gardner
- 2010 : Los Angeles, police judiciaire : Liz Knight
- 2010 : The Event : Candice Larson
- 2011 : Castle : Ruth Spurloch
- 2012 : Touch : Dee Dee
- 2014 : Chop Shop : Mme Grabowsky
- 2014 : Stalker : Eleanor
- 2015 : The Messengers : Gladys Cowan

#### Téléfilms
- 1985 : Playmate à la une (A Bunny's Tale (en)) : Pearl
- 1985 : Going for the Gold: The Bill Johnson Story : Kimberly
- 1988 : L'Œil du Python (C.A.T. Squad: Python Wolf (en)) : Nikki Pappas
- 2001 : Chasing Destiny : Suzy Aquado
- 2005 : Roman Noir : Le Venin du désespoir (Mystery Woman: Mystery Weekend) : Beth
- 2006 : La Dame de cœur (en) (Our House) : Mme Thomas
- 2008 : Backwoods (en) : Mère Ruth
- 2008 : La spirale du mensonge (The Governor's Wife) : Vera
- 2010 : L'homme aux miracles (Healing Hands) : Leah Gardner
- 2018 : En cavale avec mon fils (Kill Me Twice) de Stacia Crawford : Evelyn